# Danas (časopis)
Danas je bio jugoslovenski književni časopis koji je pokrenuo i uređivao Miroslav Krleža. Izlazio je tokom 1934. godine u Beogradu.

## Istorija
Danas je kao književni časopis pokrenut u Beogradu 1934. u redakciji Miroslava Krleže i Milana Bogdanovića. Štampan je na latinici. Izlazio je od 1. januara do 1. maja 1934. godine - ukupno pet brojeva. Zastupao je protivdogmatska gledišta u politici i umjetnosti slijedeći Krležinu kritičku misao. Objavljivao je djela domaćih i stranih autora. Zabranjen je nakon pet brojeva. Časopis je preštampan u Zagrebu, 1972. godine, a priredio ga je Mate Lončar.

## Autori
U prvom broju od 1. januara 1934. objavljena su djela Miroslava Krleže, Milana Bogdanovića, Augusta Cesareca, Đura Vranešića, Marka Ristića, Branka Gavele, Veselina Masleše, Krsta Hegedušića, Džona Strejčija i Vaneta Živadinovića.